# ما یوانان
ما یوانان (انگلیسی: Ma Yuanan؛ زادهٔ ۹ آوریل ۱۹۴۵) مربی فوتبال اهل چین بود.